# Kanton Hayange
Der Kanton Hayange ist seit 1901 ein französischer Kanton im Arrondissement Thionville, im Département Moselle und in der Region Grand Est (bis 2015 Lothringen); sein Hauptort ist Hayange.

## Lage
Der Kanton liegt im Nordwesten des Départements Moselle.

## Geschichte
Der Kanton entstand 1901 aus Teilen des damaligen Kantons Thionville. Bis 2015 gehörten drei Gemeinden zum Kanton Hayange. Mit der Neuordnung der Kantone in Frankreich stieg die Zahl der Gemeinden 2015 auf 9. Zu den bisherigen 3 Gemeinden kamen noch alle 6 Gemeinden aus dem bisherigen Kanton Moyeuvre-Grande hinzu.

## Gemeinden
Der Kanton besteht aus neun Gemeinden mit insgesamt 40.794 Einwohnern (Stand: 1. Januar 2022) auf einer Gesamtfläche von 61,20 km²:
| Gemeinde          | Mundart Patois                 | Deutsch                   | Einwohner (2022) | Fläche (km²) | Code postal | Code Insee |
| ----------------- | ------------------------------ | ------------------------- | ---------------- | ------------ | ----------- | ---------- |
| Clouange          | Kluéngen                       | Klingen                   | 3.591            | 3,01         | 57185       | 57143      |
| Gandrange         | Guedléng/Gandréngen/Goodléngen | Gandringen                | 3.006            | 4,08         | 57175       | 57242      |
| Hayange           | Hiewéng                        | Havingen                  | 16.013           | 12,21        | 57700       | 57306      |
| Moyeuvre-Grande   | Grous-Moder/Grouss-Monderen    | Grossmoyeuvre/Grossmövern | 7.320            | 9,59         | 57250       | 57491      |
| Moyeuvre-Petite   | Kleng-Moder                    | Kleinmoyeuvre/Kleinmövern | 443              | 5,43         | 57250       | 57492      |
| Ranguevaux        | Rankler Ranconval/Ranconvau    | Rangwall                  | 901              | 10,17        | 57700       | 57562      |
| Rosselange        | Rossléngen/Rosléngen           | Rosslingen                | 2.403            | 5,35         | 57780       | 57597      |
| Serémange-Erzange | Schreméngen-Ierséngen          | Schremingen-Ersingen      | 4.188            | 3,75         | 57290       | 57647      |
| Vitry-sur-Orne    | Walléngen                      | Wallingen                 | 2.929            | 7,61         | 57185       | 57724      |
| Kanton Hayange    | Hiewéng                        | Havingen                  | 40.794           | 61,20        | -           | -          |

Bis zur landesweiten Neuordnung der französischen Kantone im März 2015 gehörten zum Kanton Hayange die drei Gemeinden Hayange (Hauptort), Ranguevaux und Serémange-Erzange. Sein Zuschnitt entsprach einer Fläche von 26,15 km2. Er besaß vor 2015 einen anderen INSEE-Code als heute, nämlich 5715.

## Bevölkerungsentwicklung des alten Kantons
| 1962   | 1968   | 1975   | 1982   | 1990   | 1999   | 2006   | 2012   |
| ------ | ------ | ------ | ------ | ------ | ------ | ------ | ------ |
| 25.703 | 27.942 | 25.039 | 22.395 | 20.533 | 20.061 | 19.731 | 20.779 |

## Politik
Im 1. Wahlgang am 22. März 2015 erreichte keines der vier Kandidatenpaare die absolute Mehrheit. Bei der Stichwahl am 29. März 2015 gewann das Gespann Nathalie Ambrosin-Chini/Luc Corradi (beide PS) gegen  Fabien Engelmann/Marie-Christine Houdin (beide FN) mit einem Stimmenanteil von 54,70 % (Wahlbeteiligung:40,74 %).
Seit 1945 hatte der Kanton folgende Abgeordnete im Rat des Départements:
| Vertreter im conseil général (1) des Départements | Vertreter im conseil général (1) des Départements | Vertreter im conseil général (1) des Départements |
| Amtszeit                                          | Name                                              | Partei                                            |
| ------------------------------------------------- | ------------------------------------------------- | ------------------------------------------------- |
| 1945–1949                                         | François Rubeck                                   | PCF, danach DVG                                   |
| 1949–1961                                         | Gabriel Wahrheit                                  | DVD                                               |
| 1961–1967                                         | Jean Engler                                       | UNR                                               |
| 1967–1982                                         | Victor Madelaine                                  | PSU, danach PS                                    |
| 1982–1988                                         | Yves Jambel                                       | PS                                                |
| 1988–1994                                         | Alphonse Bourgasser                               | DVD                                               |
| 1994–2001                                         | Gisèle Printz                                     | PS                                                |
| 2001–2015                                         | Philippe David                                    | PS                                                |
| 2015–                                             | Nathalie Ambrosin-Chini Luc Corradi               | PS                                                |

(1) seit 2015 Departementrat